# Волошин, Иван Андреевич
Ива́н Андре́евич Воло́шин (1925 — 11.10.1943) — участник Великой Отечественной войны, стрелок 6-й роты 2-го стрелкового батальона 212-го гвардейского стрелкового полка 75-й гвардейской стрелковой дивизии 30-го стрелкового корпуса 60-й армии Центрального фронта, гвардии красноармеец, Герой Советского Союза (1943) .

## Биография
Родился в 1925 году в деревне Кирсаново (ныне Горьковский район Омской области). Русский. В 1935 году семья переехала в совхоз «Восход» (ныне Топкинского района Кемеровской области). Волошин окончил семилетнюю школу , работал в совхозе.
В Красную Армию призван в феврале 1943 году, учился в Кемеровском военном пехотном училище . В августе 1943 года курсантов без присвоения звания направили в Действующую армию. 4 сентября 1943 года красноармеец Волошин стал стрелком 6-й стрелковой роты 212-го гвардейского стрелкового полка 75-й гвардейской стрелковой дивизии.
Особо отличился при форсировании реки Днепр севернее Киева, в боях при захвате и удержании плацдарма в районе сёл Глебовка и Ясногородка (Вышгородский район Киевской области) на правом берегу Днепра осенью 1943 года. В наградном листе командир 212-го гвардейского стрелкового полка 75-й гвардейской стрелковой дивизии гвардии полковник Борисов М. С. написал 
 :

Гвардии рядовой Волошин 23 сентября 1943 года в составе взвода гвардии младшего лейтенанта Яржина первый форсировал реку Днепр и первый ворвался на пароход „Николаев“, где взводом взяли в плен пароход „Николаев“, баржу с военно-инженерным имуществом, станковый пулемёт, миномёт и двух человек из команды парохода.

Участвуя в боях за деревню Ясногородка, гвардии рядовой Волошин показал образец мужества, героизма и отваги, лично уничтожил 17 немецких солдат и офицеров.
Указом Президиума Верховного Совета СССР от 17 октября 1943 года за успешное форсировании реки Днепр севернее Киева, прочное закрепление плацдарма на западном берегу реки Днепр и проявленные при этом мужество и геройство гвардии красноармейцу Волошину Ивану Андреевичу присвоено звание Героя Советского Союза .
И. А. Волошин не успел узнать о присвоении звания Героя. Он погиб в бою 11 октября 1943 года за освобождение правобережной Украины, вероятно, на территории Вышгородского района Киевской области. Место захоронения неизвестно.

## Награды
- Медаль «Золотая Звезда» № ---- Героя Советского Союза (17 октября 1943 года).
- Орден Ленина.

## Память
- В учебном центре Сухопутных войск Вооруженных сил Украины «Десна» установлен бюст Героя.